# Eccleshall
Eccleshall es una parroquia civil y un pueblo del distrito de Stafford, en el condado de Staffordshire (Inglaterra).

## Geografía
Según la Oficina Nacional de Estadística británica, Eccleshall tiene una superficie de 74,04 km².

## Demografía
Según el censo de 2001, Eccleshall tenía 4453 habitantes (47,34% varones, 52,66% mujeres) y una densidad de población de 60,14 hab/km². El 16,35% eran menores de 16 años, el 75,66% tenían entre 16 y 74, y el 7,99% eran mayores de 74. La media de edad era de 42,96 años. Del total de habitantes con 16 o más años, el 22,39% estaban solteros, el 62,09% casados, y el 15,52% divorciados o viudos.
Según su grupo étnico, el 98,9% de los habitantes eran blancos, el 0,49% mestizos, el 0,18% asiáticos, el 0,09% negros, el 0,25% chinos, y el 0,09% de cualquier otro. La mayor parte (96,92%) eran originarios del Reino Unido. El resto de países europeos englobaban al 1,3% de la población, mientras que el 1,77% había nacido en cualquier otro lugar. El cristianismo era profesado por el 83,35%, el budismo por el 0,11%, el islam por el 0,34%, el sijismo por el 0,07%, y cualquier otra religión, salvo el hinduismo y el judaísmo, por el 0,07%. El 9,72% no eran religiosos y el 6,35% no marcaron ninguna opción en el censo.
Había 1837 hogares con residentes, 54 vacíos, y 10 eran alojamientos vacacionales o segundas residencias.